# Гэтая
Гэтая (рум. Gătaia) — город в Румынии в жудеце Тимиш.

## История
Первое письменное упоминание об этих местах относится к документу 1323 года, где они называются «Готаль». В 1552 году эти места были завоёваны Османской империей и вошли в состав Темешварского эялета.
В 1718 году в соответствии с условиями Пожаревацкого мира эти земли перешли в состав Габсбургской монархии. В годы турецкого владычества и военных действий местное население сильно уменьшилось, и поэтому Габсбурги стали привлекать сюда переселенцев из центральной Европы, ставших известными как банатские швабы.
С 1921 года по Трианонскому договору эти земли вошли в состав Румынии.
В 2004 году Гэтая получила статус города.

## Знаменитые уроженцы
- Адальберт Дешу (1909—1937) — футболист